# Юргенс, Андреа
Андре́а Ю́ргенс (нем. Andrea Jürgens, 15 мая 1967 — 20 июля 2017) — немецкая певица, известность получила в возрасте 10 лет благодаря исполнению песни «Und dabei liebe ich euch beide» («И всё-таки я люблю вас обоих», про разведшихся родителей), с тех пор издала более 60 синглов. Работала в жанре немецкого шлягера.

## Биография
Родилась 15 мая 1967 года в ФРГ в семье Маргрет и Хайнца Юргенсов.
В возрасте 10 лет выведена немецким музыкальным продюсером Джек Уайт на большую сцену, самая же первая её песня, — «Und dabei liebe ich euch beide» («И всё-таки я люблю вас обоих»), — которую она исполнила в своём первом телевыступлении на предновогоднем Silvestergalа 1977/78 на ARD, стала хитом. Песня была написана Джеком Уайтом и Джоном Атаном; в тексте рассматривается развод родителей с точки зрения их ребёнка. С данной композицией Юргенс выступила и на других телепрограммах, её взяли в ротацию на нескольких радиостанциях. Сингл с её песней попал в немецкий чарт в январе 1978 года и достиг 4 места. В марте 1978 года Андреа Юргенс приняла участие в программе «ZDF-Хит-парад» (которую на телеканале ZDF вёл Дитер Томас Хек) и заняла 1-е место.
Следующий хит последовал в июле того же 1978 года — «Ich zeige Dir mein Paradies» («Я покажу тебе свой рай»). Он достиг пятого места в немецком чарте и вместе с также сумевшим попасть в чарты следующим синглом «Tina ist weg» («Тина пропала», 1979, 49-е место) закрепил за Андреей позицию первой большой звезды-ребёнка со времён мальчика-певца Хайнтье. 1979 год, объявленный Организацией объединённых наций Международным годом ребёнка, принёс ей и следующий большой хит «Ein Herz für Kinder» («Сердце для детей», 14-е место), написанный в качестве официальной песни-темы проведённой газетой «Бильд» одноимённой акции. За ним сразу последовал хит «Eine Rose für dich» («Роза для тебя», 19-е место).
В октябре 1979 выходит рождественская долгоиграющая пластинка Weihnachten mit Andrea Jürgens («Рождество с Андреей Юргенс») и за три месяца продаётся в 1,5 миллионах экземпляров. Потом она долго держала в Германии рекорд самого продаваемого рождественского альбома всех времён, и до сих пор каждое Рождество её выкладывают на прилавки на видное место. Альбом был отмечен пятью золотыми дисками и двумя платиновыми. Как сингл с него была издана немецкая народная колыбельная «Aba Heidschi Bumbeidschi».
Скончалась в возрасте 50 лет от острой почечной недостаточности.